# Нанокомпьютер
Нанокомпьютер —  вычислительное устройство на основе электронных (механических, биохимических, квантовых) технологий с размерами порядка нескольких нанометров.
Нанокомпьютер —  это наночастица, запрограммированная на нужные химические свойства и поведение.
Сам компьютер, разрабатываемый на основе нанотехнологий, также имеет микроскопические размеры. На данный момент создан нанотранзистор — основа нанопроцессора.